# Jan van Gilse
Jan Pieter Hendrik van Gilse (né le 11 mai 1881 à Rotterdam – mort le 8 septembre 1944 à Oegstgeest) est un compositeur et chef d'orchestre néerlandais. Parmi ses œuvres figurent cinq symphonies et deux opéras en néerlandais dont Thijl, son œuvre la plus connue, d’après la vie de Till l'Espiègle.

## Œuvres
Symphonies
- Symphonie nº 1 en fa majeur (1900–01, enregistrée)
- Symphonie nº 2 en mi bémol majeur (1902–1903, enregistrée)
- Symphonie nº 3 en ré mineur, "Erhebung" pour soprano et orchestre (1903, enregistrée)
- Symphonie nº 4 en la majeur (1910–1915, enregistrée)
- Symphonie nº 5 en ré majeur (fragment, 1922)

Œuvres orchestrales
- Ouverture de concert en ut mineur (1900, enregistré)
- Variations on a St. Nicholas Song (1908)
- Three Dance Sketches pour piano et petit orchestre (1925–26)
- Prologus brevis (1928)
- Praeludium to "Der Kreis des Lebens" (1928)
- Small Waltz (1936)
- Treurmuziek bij den dood van Uilenspiegel, tiré de l'opéra Thijl (1940, enregistré)
- Andante con moto (date incertaine, après 1935)

Œuvres pour voix et orchestre
- Sulamith, cantate pour soprano et orchestre (1901–02, enregistré)
- Eine Lebensmesse, cantata after Richard Dehmel (1903–04)
- Gitanjali Songs pour soprano et orchestre
- Der Kreis des Lebens, cantate (1928–1929)
- Rotterdam, declamatorium sur un texte de Jan Prins (non terminé, 1942)

Opéras
- Frau Helga von Stavern, opéra sur un texte de Van Gilse, en allemand (1911–13)
- Thijl, opéra d'après la nouvelle de Charles de Coster The heroic, jolly and notorious acts of Uilenspiegel and Lamme Goedzak in Flanders Country and elsewhere, livret de Hendrik Lindt (1940; enregistré)